# Gunnista

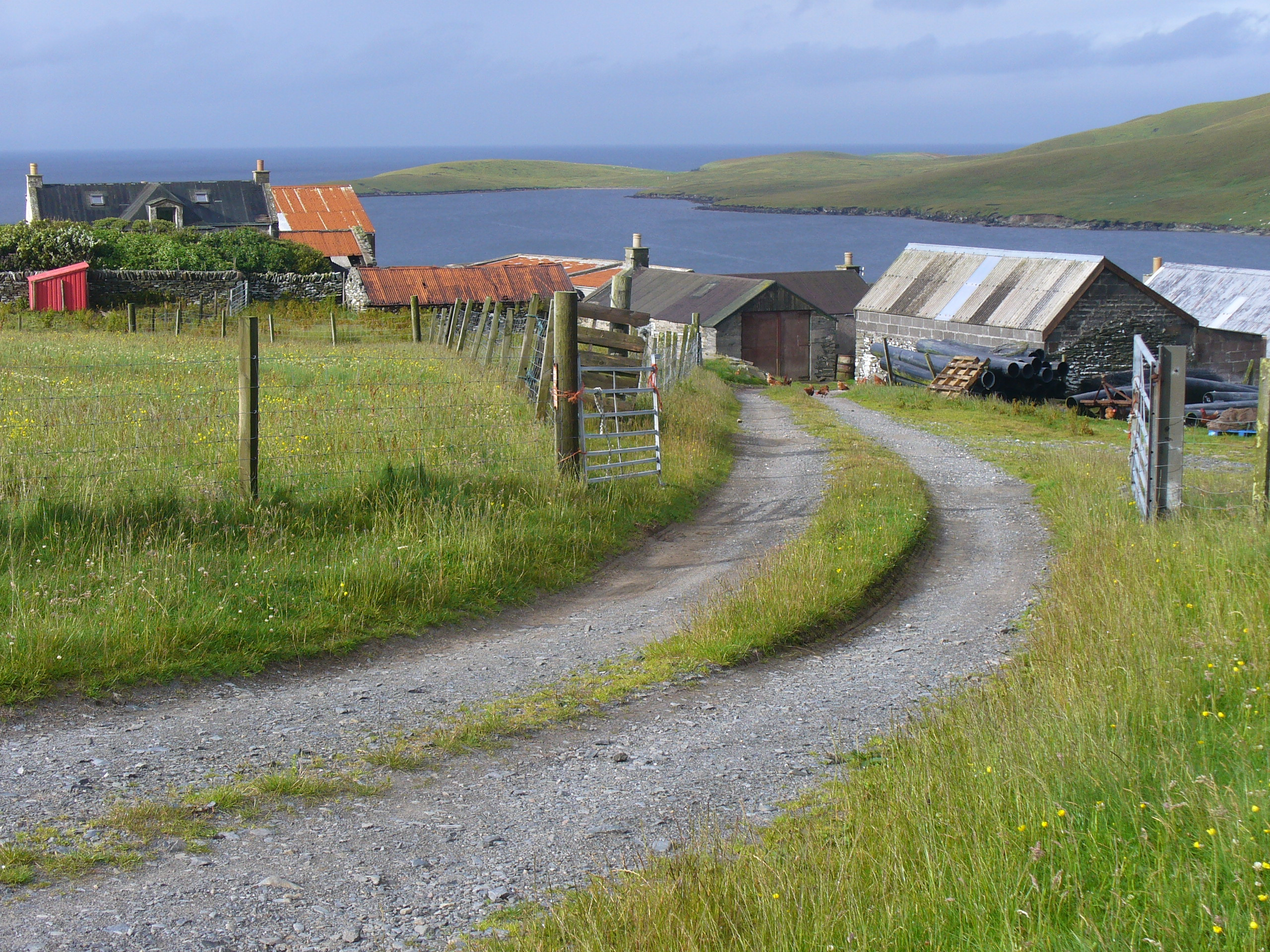
Einfahrt nach Gunnista von Südwesten

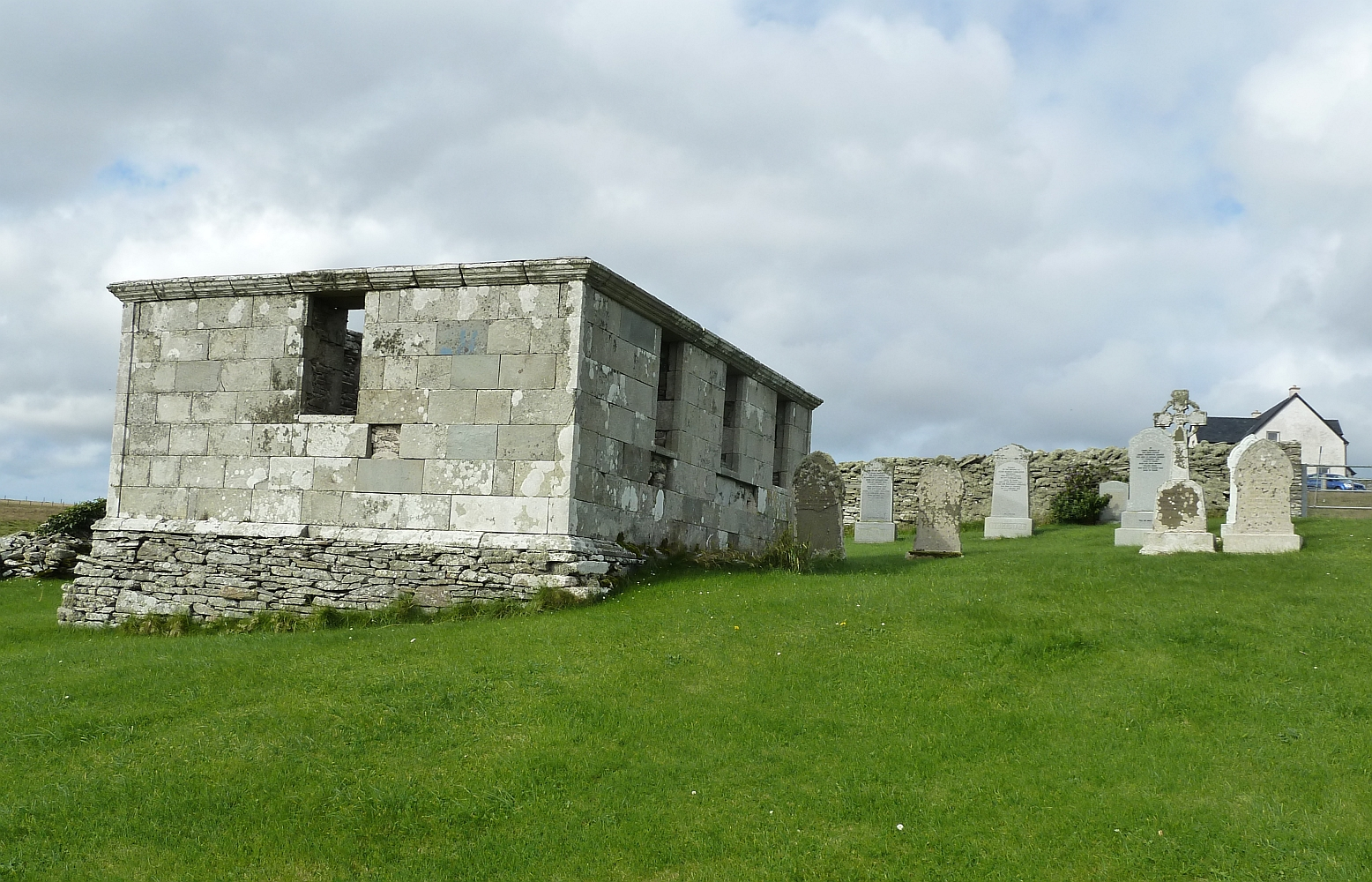
Im Friedhof von Gunnista

Gunnista ist eine Ortschaft, die im Südwesten der zu Schottland zählenden Shetlands liegt.

## Geographie
Das kleine Gunnista liegt im Nordwesten der Insel Bressay, leicht erhöht über der Küste der Aith Voe im Osten und südlich der unbewohnten Insel Holm of Gunnista. Die nächstgelegene Ortschaft ist Beosetter im Nordwesten.

## Historisches
Im Rahmen der historischen Gliederung Schottlands in Civil Parishes zählt Gunnista zu Bressay. Der Friedhof des Ortes ist 1997 als Listed Building der Kategorie B eingestuft worden.